# Heinrich Praxenthaler
Heinrich Praxenthaler (* 20. Mai 1926 in München; † 5. Mai 2025) war ein deutscher Bauingenieur und Hochschullehrer.

## Werdegang
Praxenthaler studierte von 1944 bis 1950 Bauingenieurwesen. 1952 legte er die Staatsprüfung zum Regierungsbaumeister ab und trat im Anschluss in den Dienst des Bundesverkehrsministeriums. Zwischen 1958 und 1963 übernahm er eine leitende Tätigkeit beim Bau der Autobahn durch den Spessart und kehrte dann ins Verkehrsministerium zurück, wo er zuletzt Leiter des Referats Forschung Straßenbau war. 1969 wurde er promoviert.
Von 1971 bis zum Eintritt in den Ruhestand 1991 war er Präsident der Bundesanstalt für Straßenwesen. Während seiner Amtszeit wurde der Bereich Unfallforschung aufgebaut und der Sitz der Behörde von Köln nach Bergisch Gladbach verlegt.
1981 nahm er einen Lehrauftrag an der RWTH Aachen an und wurde dort 1990 zum Honorarprofessor ernannt.

## Ehrungen
- 1988: Goldener Dieselring des Verbands der Motorjournalisten
- 1990: Senator-Lothar-Danner-Medaille des Bundes gegen Alkohol und Drogen im Straßenverkehr
- 1991: Verdienstkreuz 1. Klasse der Bundesrepublik Deutschland
- 1992: Ehrennadel der Forschungsgesellschaft für Straßen- und Verkehrswesen